# Porte-de-Seine
Porte-de-Seine is een gemeente in het Franse departement Eure (regio Normandië). De plaats maakt deel uit van het arrondissement Les Andelys. Porte-de-Seine is op 1 januari 2018 ontstaan door de fusie van de gemeenten Tournedos-sur-Seine en Porte-Joie. De gemeente telde 209 inwoners op 1 januari 2022.

## Geografie
De oppervlakte van Porte-de-Seine bedroeg op 1 januari 2022 12,56 vierkante kilometer; de bevolkingsdichtheid was toen 16,6 inwoners per km².

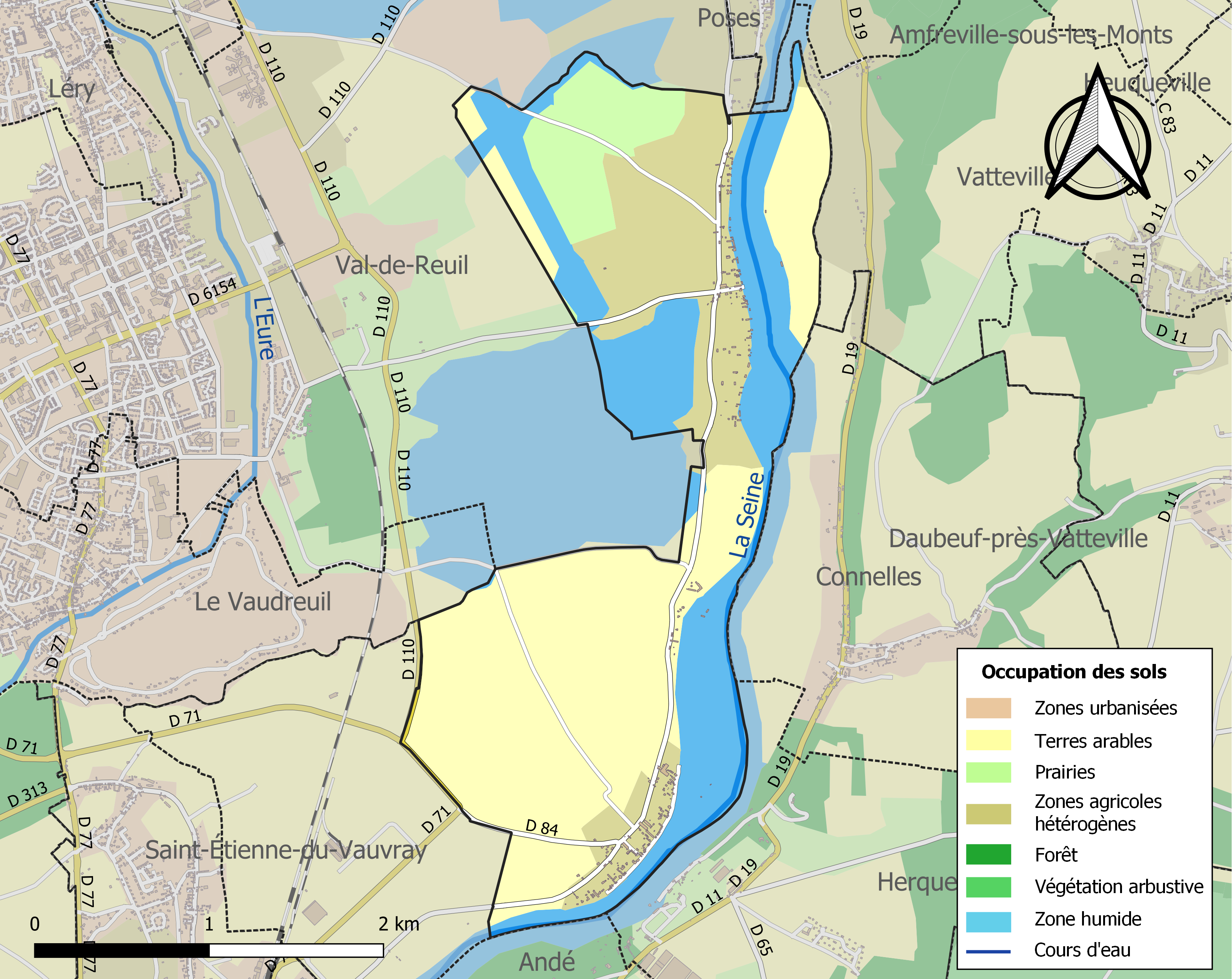
Kaart van de gemeente met belangrijkste infrastructuur, bodemgebruik en omliggende gemeenten